# Jiangjia Yang
Jiangjia Yang är en sjö i Kina. Den ligger i provinsen Zhejiang, i den östra delen av landet, omkring 95 kilometer nordost om provinshuvudstaden Hangzhou. Jiangjia Yang ligger 3 meter över havet. Arean är 1,7 kvadratkilometer. Den ligger vid sjön Xiamu Dang. Trakten runt Jiangjia Yang består till största delen av jordbruksmark. Den sträcker sig 1,9 kilometer i nord-sydlig riktning, och 2,2 kilometer i öst-västlig riktning.
Genomsnittlig årsnederbörd är 1 712 millimeter. Den regnigaste månaden är juni, med i genomsnitt 277 mm nederbörd, och den torraste är november, med 65 mm nederbörd.